# 幻の映像
『幻の映像』（まぼろしのえいぞう、Photos of Ghosts）は、イタリアのロック・バンドであるプレミアータ・フォルネリア・マルコーニ（P.F.M.）が1973年に発表したアルバムである。デビュー以来、主にイタリア国内で活動していた彼等は、本作で国際デビューを果たした。
P.F.M.或いはPFMという略称が初めて使用されたアルバムである。

## 概要
彼等は前作のセカンド・アルバム『友よ』（1972年）を発表した後、エマーソン・レイク・アンド・パーマー（ELP）が所有するマンティコア・レコードと契約を結んだ。
本作の制作にあたって『友よ』の全収録曲5曲にデビュー・アルバム『幻想物語』の収録曲1曲と新曲1曲が加えられ、全7曲のうちの5曲にマンティコア・レコードに所属する作詞家のピート・シンフィールドが英語の歌詞をつけた。シンフィールドはPFMの略称を提案した。
彼等はシンフィールドとクラウディオ・ファビと共にプロデューサーを務めて英詞のボーカルを含めた録音を終了させ、本作をマンティコア・レコードより発表して国際デビューを果たした。

## 収録曲
1. 人生は川のようなもの - River of Life (6:56)[4]
2. セレブレイション - Celebration (3:50)[5]
3. 幻の映像 - Photos Of Ghosts (5:20)[6]
4. オールド・レイン - Old Rain (3:40)[7]
5. 晩餐会の三人の客 - Banchetto (8:32)[8]
6. ミスター9～5時 - Mr. 9'Till 5 (4:08)[9]
7. プロムナード・ザ・パズル - Promenade the Puzzle (7:30)[10]

- 各曲の演奏時間は1993年発売の国内盤CD（KICP 2701）のライナーノーツによる。
- ピート・シンフィールドは「セレブレイション」と「オールド・レイン」のプロデュース及び5曲の英語詞を担当。他の曲のプロデュースはメンバーとクラウディオ・ファビが担当した[11]。